# Viola trichopetala
Viola trichopetala är en violväxtart som beskrevs av Chang. Viola trichopetala ingår i släktet violer, och familjen violväxter. Inga underarter finns listade i Catalogue of Life.